# Passieve marge

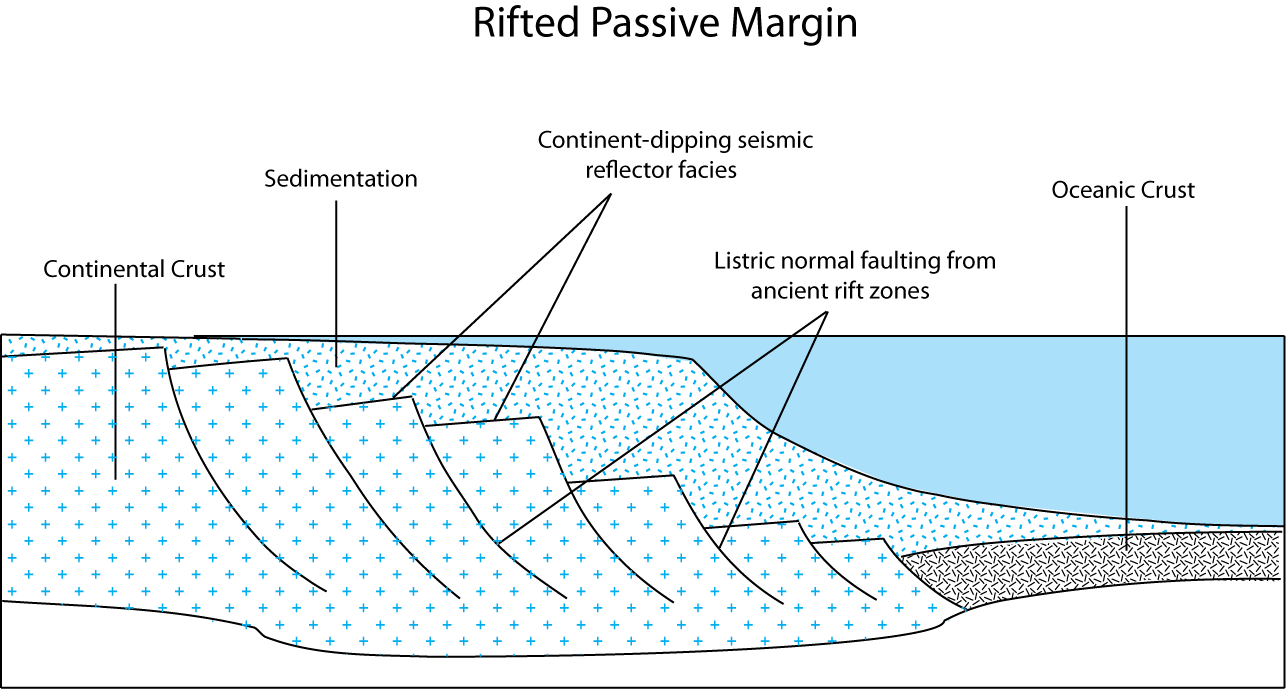
Doorsnede van een passieve marge.

Een passieve marge (Engels: passive margin) is in de tektoniek een overgang tussen de continentale lithosfeer onder een continent of een continentaal plat en oceanische lithosfeer onder een oceaan, waar geen plaatgrens ligt. De passieve marge komt ongeveer overeen met wat in de oceanografie de continentale helling en continentale verheffing worden genoemd. Soms wordt de passieve marge gemeten vanaf de kustlijn of de continentale helling, maar een tektonisch correctere manier is te meten vanaf de verst landinwaartse afschuiving. De buitengrens van de passieve marge is de plek waar de eerste oceanische korst ligt.
Volgens de platentektoniek ontstaan passieve marges door het uit elkaar riften van twee stukken continentale lithosfeer. De rift ontwikkelt zich tot een oceanisch bekken met in het midden een mid-oceanische rug. De voormalige riftschouders vormen de kusten aan weerszijden van de oceaan. Voorbeelden van passieve marges zijn de westkust van Afrika, de oostkust van Zuid-Amerika of de oceaankust van Noorwegen.
Het tegenovergestelde van een passieve marge is een actieve marge, een continentrand waar zich wel een plaatgrens bevindt.

## Geologie
De korst onder passieve marges is tijdens het rift-stadium gedeformeerd onder een extensief tektonisch regime, waarbij horsten en halfgrabens worden gescheiden door afschuivingen, die vaak grote listrische breuken vormen. De tektonische blokken kunnen langs deze afschuivingen geroteerd zijn, men noemt dit tilted blocks. De onderliggende mantel kan tussen zulke blokken soms aan de oppervlakte komen, zo zijn er mantelgesteenten aan de oppervlakte te vinden voor bijvoorbeeld de westkust van Afrika. De vergentie van de afschuivingen kan zowel richting de oceaan als richting het continent zijn, bekkens met tegenovergestelde vergentie kunnen langs dezelfde passieve marge voorkomen en elkaar afwisselen. De extensie lijkt zich normaal gesproken van het continent af te bewegen, zodat de verder van het continent afgelegen bekkens over het algemeen jongere sedimenten bevatten.
De halfgrabens vormen langgerekte bekkens, die in het riftstadium opgevuld werden met sedimentaire en vulkanische gesteenten die in het riftstadium zijn afgezet. Naarmate de rift zich ontwikkelde hebben ze een steeds diepere sedimentaire facies. Hieroverheen liggen discordant sedimenten van na het rift-stadium: mariene sedimenten van de continentale helling, of, als het continent dichterbij is, ondieper mariene of deltasedimenten. De discordantie wordt veroorzaakt door de tektonische opheffing en erosie bij het ontstaan van de voormalige riftschouders.
Reconstructies van de voormalige rift voor de oceanische korst tussen twee continenten ontstond heeft verbazingwekkend goede resultaten opgeleverd. Soms kunnen sedimentaire systemen of vergenties van extensionele bekkens aan weerszijden van een oceaan aan elkaar gereconstrueerd worden.
Hoewel het woord "passief" anders doet vermoeden zijn passieve marges niet geheel seismisch inactief, vaak concentreren aardbevingen zich in een zone in de passieve marge.

## Belang voor de olie-industrie
Veel van wat bekend is over de geologische structuren onder passieve marges is afkomstig van seismische profielen uit de olie-industrie. Veel van het meer specifieke onderzoek wordt om strategische redenen geheimgehouden door bedrijven of staten. Omdat de interesse vooral de bekkens betreft, is minder bekend over de diepere structuren in de onderkorst van passieve marges.
Een groot deel van de wereldwijde olie- en gasreserves bevindt zich in de extensiebekkens langs passieve marges. Voorbeelden zijn de reserves in de Noordelijke IJszee voor de kusten van Noorwegen of Groenland of voor de kusten van Zuid-Amerika en Afrika.